# Świerk syberyjski
Świerk syberyjski (Picea obovata) – gatunek drzewa należący do rodziny sosnowatych. Występuje na dużych obszarach Azji o klimacie zimnym i umiarkowanym (Syberia, Mongolia, północne Chiny, Kazachstan). Jest uprawiany w wielu krajach świata. Jako gatunek uprawiany występuje również w Polsce, czasami samorzutnie się rozsiewa, nie stwierdzono jednak jego negatywnego wpływu na gatunki krajowej flory.

## Morfologia
Duże drzewo, o wysokości dochodzącej do 60 m. Szyszki brązowe. o długości do 20 cm, zwisające. Szyszki męskie są różowobrązowe i są to wśród świerków jedne z najbardziej ozdobnych szyszek męskich. Od świerku pospolitego różni się krótszymi igłami i mniejszymi szyszkami o zaokrąglonych łuskach.

## Biologia i ekologia
Obok jodły i limby syberyjskiej jest najważniejszym gatunkiem tajgi. Wśród wszystkich świerków wyróżnia się najszybszym przyrostem; rocznie nawet do 40 cm.